# Наккаш, Наджип
Наджип Наккаш (тат. Нәҗип Нәккаш, урожд. Назип Файзрахманович Исмагилов (тат. Нәҗип Фәйзрахман улы Исмәгыйлев); род. 30 июля 1948, Усали, Мамадышский район, Татарская АССР, РСФСР, СССР) — советский и российский литературовед-текстолог, художник-каллиграф, мастер шамаилей. Заслуженный деятель искусств Республики Татарстан (1998). Лауреат Государственной премии Республики Татарстан имени Габдуллы Тукая (2016).

## Биография
Назип Файзрахманович Исмагилов родился 30 июля 1948 года в селе Усали Мамадышского района Татарской АССР. Из крестьянской семьи. Отец — Файзрахман, участник Великой Отечественной войны, дошёл до Берлина, работал плотником; мать — Бибигайша, домохозяйка, занималась рукоделием, вязала пуховые платки. Есть брат и сестра.
В 1966 году окончил школу в родном селе. Творчеством начал заниматься во время учёбы, с пятого класса рисовал школьные стенгазеты. По просьбе директора школы остался там работать, был учителем рисования, а также художником-оформителем в клубе райцентра. В 1969 году поступил на факультет изобразительных искусств Заочного народного института искусств имени Н. К. Крупской, который окончил в 1972 году. В 1974 году переехал в Казань и поступил на отделение татарского языка и литературы историко-филологического факультета Казанского государственного университета имени В. И. Ульянова-Ленина, который окончил в 1979 году, параллельно работая художником-оформителем в кинотеатре «Дружба». Под научным руководством Х. Миннегулова и Х. Усманова написал дипломную работу «Персидский сборник прозы «Маджмуг аль-хикаят» в переводе на татарский язык в истории татарской литературы». В этот период также выучил арабский язык.
После получения образования благодаря Усманову был принят в Институт языка, литературы и истории имени Г. Ибрагимова Казанского филиала Академии наук СССР (в дальнейшем — Институт языка, литературы и искусства имени Г. Ибрагимова Академии наук Республики Татарстан), где проработал 32 года, дослужившись до старшего научного сотрудника отдела рукописей и текстологии. Специализировался на текстологии, исследованиях татарской средневековой светской и религиозной прозы, занимался подготовкой древних литературных текстов и рукописей к изданию. Были изданы четыре подготовленные Исмагиловым книги, также он опубликовал более 30 научных работ. Ныне активно занимается пропагандой изучения татарской литературы и изобразительного искусства по радио и телевидению, является автором статей, посвящённых этой проблематике в периодической печати, в частности, критикует невнимание властей города и республики к популяризации арабской графики.

## Очерк творчества
Творческий псевдоним — Наджип Наккаш (с арабского — «камнерез, тот, кто пишет на камнях»). Изначально писал портреты, пейзажи, этюды маслом и акварелью, однако, по собственным словам, мало придавал этому значения, понимая, что обладает средними способностями, в связи с чем стал больше увлекаться рисованием плакатов и надписей для собственного удовольствия, не получив профессионального художественного образования. Каллиграфии учился у Б. Урманче, мастера шамаилей, у которого в 1978 году брал уроки в университетские годы при посредничестве Х. Усманова. Профессионально каллиграфией начал заниматься в 1990-х годах, после начала перестройки и возрождения религиозной жизни. В 1991—1996 годах на регулярной основе публиковался со своими шамаилями в журнале «Мирас», благодаря чему обрёл известность, к Наккашу стали обращаться из других изданий, газет, журналов. В 1982—2000 годах преподавал каллиграфию в Татарском государственном гуманитарно-педагогическом университете, а в 2000—2006 годах — в Российском исламском университете. Среди его учеников — ряд видных художников, в том числе В. А. Попов.
После горбачевской перестройки у нас появилась возможность вернуться к исламу и татарской древней культуре. И с тех пор я пропагандирую Коран, хадисы о морали, а вдохновляет меня на работу поэзия. Татарские поэты-суфии, но в первую очередь Тукай. У него в произведениях я обнаружил пересказанные в рифме хадисы, которые теперь переношу в своей каллиграфии. Я хочу все это показать народу, так как многие, к сожалению, до сих пор не знают ни творчество Тукая, ни сами хадисы.Наджип Наккаш, 2021 год.
Активно способствовал развитию арабской каллиграфии как автор шамаилей, тугр, ляухэ и шежере, фактически возродив этот вид татарского искусства, забытый за годы советской власти. Свободно владеет основными почерками арабского письма, ритмика которого позволяет ему делать образные изображения без потери текстовой информации, особенно в случае поэзии. Произведениям Наккаша присуща самобытность и выдержанность, они отличаются строгостью и симметричностью композиции, яркостью, контрастностью и локальностью цветового решения, насыщены предметными изображениями в виде архитектурных сооружений и сюжетных мотивов. Шамаилям Наккаша присущ национальный колорит, он мастерски владеет татарским национальным орнаментом, вносит многие аутентичные элементы в произведения традиционного исламского искусства, что отличает его от других каллиграфов. Единичный в татарском искусстве жанр тугры также широко распространился благодаря Наккашу, сделавшему более двух тысяч таких работ, семейных гербов и личных знаков, как бесплатно, так и на заказ. Большую известность и популярность получили его художественно оформленные шежере, представляющие собой родословную в виде семейного древа.
Шамаили Наккаш выполняет в графическом варианте на бумаге, а также работает в традиционном стиле масляной живописи по стеклу или зеркалу, с использованием лака, золотой и серебряной фольги. Шамаили с текстами из Корана, хадисами пророка Мухаммеда, философско-назидательными изречениями, цитатами из литературных произведений, поэтическими строфами, пословицами предназначены в основном для публикации в периодических изданиях, журналах, книгах, календарях. Такие работы, как «Туган тел» (1988), «Ладья пророка» (1991), «Обучайся наукам» (1992), «Рай под ногами матери» (1993), «Аяты из суры Фатх» (2002), «Хадис об исцелении» (2003) написаны арабской графикой, иногда сопровождаются татарскими надписями, выполненными кириллицей. Ряд шамаилей рассказывает об истории татарского народа, посвящёны памятным датам и крупным литературным деятелям, например, Кул Гали, Мухамедьяр, Ш. Марджани, Г. Тукай, М. Джалиль. Величественность и торжественность образного строя соответствуют содержанию и тематике многих шамаилей Наккаша таких,как «Водружение полумесяца на башню Сююмбеки» (1990), «Шамаиль с Азимовской мечетью» (1991), «Принятие ислама Булгарией» (1991), «День памяти 1552» (1992), «Татары» (1996), названия которых говорят сами за себя. В числе же традиционных шамаилей критикой выделяются «Аллах, лучший хранитель» (1998—2004) и «Трон Аллаха» (1994–2004), исполненные в многочисленных различных вариантах.
Я смеюсь над такими художниками, которые говорят, что берут кисть и чувствуют, как Аллах ведет руку. Якобы ильхам (вдохновение) приходит. Этого ничего нет, я в это я не верю, ведет рука. В Аллаха верю, начинаю с молитвой «Бисмилля», а во всякие предрассудки… Ты просто творишь свое произведение, анализируешь, представляешь, как оно будет выглядеть… Я не человек, исполняющий предписания религии, я очень свободный человек, хоть и знаю Коран. Его читаю, знаю наизусть много молитв, но не набожный, не религиозный человек. Я человек искусства, не религии. Но ислам уважаю, его пропагандирую, так как это религия наших предков, она сыграла большую роль в сохранении языка, обычаев.Наджип Наккаш, 2018 год.
С 1983 года Наккаш также занимается иллюстрированием и оформлением книг. За долгие годы работы он стал автором дизайна более 50 книг, в основном — обложек, среди которых «Поэтика татарского фольклора» (1991), «Из истории Золотой Орды» (1993), «Сборник хикаятов» (1994), «Татар календаре» (1994—1996), «Азбука татарского языка» (1996), «Татар моселман календаре» (1996—2003). Также он расписал циферблат часов скульптора И. Н. Башмаков, установленных в 1999 году на улице Баумана в Казани, украсив их строчками из стихотворений Г. Тукая. Рисунки и надписи, выполненные Наккашем, используются в оформлении могильных камней, а также в ювелирных изделиях. По его эскизам выполнен ряд мозаичных панно, которыми оформлены мечети Нижнекамска, Лениногорска, Шингальчи, а также новопостроенное крыло мечети Марджани в Казани. За цикл шамаилей, а также за работу над дизайном мечети «Ярдэм», в 2016 году Наккаш был удостоен Государственной премии Республики Татарстан имени Г. Тукая.
Член Союза художников Республики Татарстан с 2001 года. Член Палаты художественных промыслов и ремёсел РТ с 2002 года. Неоднократно участвовал в международных и республиканских выставках по арабской каллиграфии, конкурсах в области народных художественных промыслов и декоративно-прикладного искусства. В Казани также прошло более пятнадцати персональных выставок Наккаша. Его произведения находятся в Государственном Эрмитаже и Российской этнографическом музее в Санкт-Петербурге, Государственном музее изобразительных искусств Республики Татарстан, Национальном музее Республики Татарстан и Литературном музее Г. Тукая в Казани, картинных галереях Альметьевска и Набережных Челнов, в частных коллекциях как в России, так и за рубежом.
Главная особенность моих работ, наверное, в том, что в своих шамаилях я обильно употребляю стихотворные строки на татарском языке, начиная от поэта Кул Гали (13 в.) до поэтов наших дней. Широко пропагандирую отрывки из Корана и хадисы Пророка, созвучные этим стихам. Как филолог, специалист по древней татарской литературе, арабографические тексты мне легко доступны, и я стараюсь их использовать в шамаилях… На сей день мною созданы десятки шамаилей с иллюстрациями творчества великого Тукая. Величие Габдуллы Тукая с каждым годом и всё больше вдохновляет меня и я намерен создать ещё много работ на тему его произведений.Наджип Наккаш, 2011 год.

## Награды
- Государственная премия Республики Татарстан имени Габдуллы Тукая (2016 год) — за цикл шамаилей, ляухи (картины на арабском шрифте) со стихотворными строками поэта Г. Тукая и дизайн мечетей (арабская каллиграфия) «Ярдәм» города Казани и села Шингальчи Нижнекамского района Республики Татарстан[27]. Вручена президентом Республики Татарстан Р. Н. Миннихановым на церемонии в Татарском государственном академическом театре оперы и балета имени М. Джалиля[28].
- Почётное звание «Заслуженный деятель искусств Республики Татарстан» (1998 год)[2][1].
- Дипломант Республиканского конкурса имени Б. Урманче (1997 год)[29].

## Личная жизнь
Жена — Ильсияр (в девичестве Исамбаева), выпускница медицинского университета, работает фармацевтом. Трое сыновей — Наиль, Нияз, Назим. Младший — Назим (р. 1986), также является художником-каллиграфом. Есть внуки.